# Helvella queletii
Helvella queletii (Giacomo Bresadola, 1882), poate identică cu Helvella solitaria (Petter Adolf Karsten, 1871), din încrengătura Ascomycota, în familia Helvellaceae și de genul Helvella, este o specie saprofită, probabil și și micorizantă de ciuperci comestibile. O denumire populară nu este cunoscută. Ea trăiește, în România, Basarabia și Bucovina de Nord, de la câmpie la munte, preponderent în grupuri mici, pe pământ, în conifere și mixte mai răcoroase și umede, aproape numai pe lângă larici (zade). Timpul apariției este din iunie până în noiembrie.

## Taxonomie

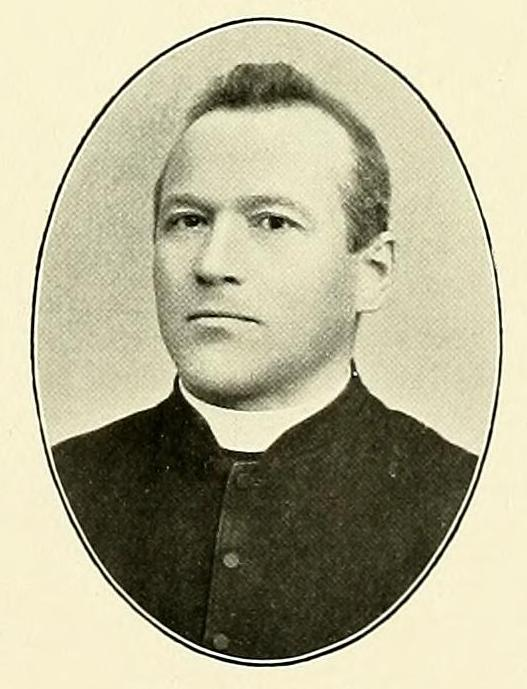
Giacomo Bresadola

Numele curent al speciei este discutat controvers.
Acceptat este în orișice caz numele binomial Helvella queletii, determinat de renumitul micolog italian Giacomo Bresadola o dată în volumul 1 al operei sale Fungi tridentini novi vel nondum delineati et iconibus illustrati din 1881 și încă odată în volumul 4 al jurnalului micologic Revue Mycologique Toulouse din 1882. Acest taxon este văzut în majoritate numele curent valabil (2020).
În 1871, micologul finlandez Petter Adolf Karsten a descris un soi nou de bureți drept Helvella solitaria în volumul 19 al jurnalului botanic Bidrag till Kännedom av Finlands Natur och Folk din 1871,  văzut între timp drept specie proprie.
În 1891, micologul german Otto Kuntze a descris noul gen de ciuperci Paxina în Revisio generum plantarum:vascularium omnium atque cellularium multarum secundum leges nomenclaturae internationales cum enumeratione plantarum exoticarum in itinere mundi collectarum.
În sfârșit, Johann Stangl (1923-1988), un micolog german mai puțin cunoscut, a transferat  Helvella queletii la genul creat de Kuntze sub păstrarea epitetului, adică Paxina queletii, de verificat în volumul 16 al jurnalului științific Bericht des Naturhistorischen Vereins in Augsburg din 1963.

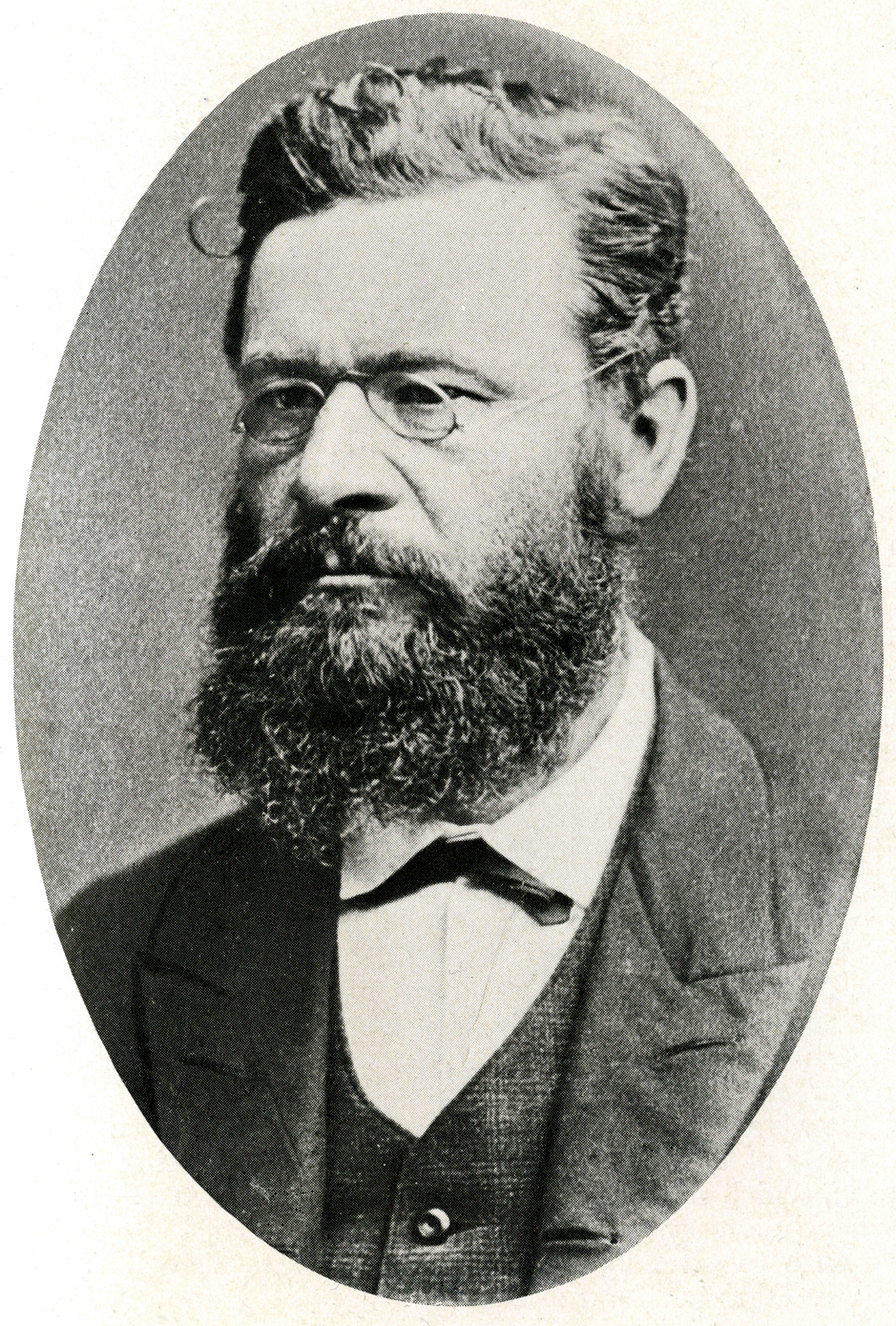
Petter A. Karsten

Deși Index Fungorum însuși documentează că Paxina este doar un sinonim al Helvella, vezi: a creat noul nume curent de specie Paxina queletii, ce nu este de înțeles. Astfel, comitetul de nomenclatură Mycobank cunoaște acest gen și listă 26 de taxoni, unii dintre ei fiind doar sinonime, care însă (de asemenea conform Mycobank) au fost cu toate transferate la alte genuri, pe lângă la Helvella sau Peziza, și la Acetabula, Dissingia, Gyromitra sau Lachnellula. Din păcate, câteva pagini pe internet au urmat recomandării a lui Index Fungorum. 
De luat în seamă este articolul scris de micologul finlandez Harri Harmaja (n. 1944), în care pretinde că specia Helvella solitaria, descrisă de Karsten în 1871 ar fi conspecifică cu Helvella queletii, Karsten ar fi descris doar exemplare mai tinere sub acest taxon, astfel numele dat de Karsten, fiind cel mai vechi, ar trebui să fie numele curent valabil, dar micologul și profesorul universitar danez Henry Dissing (1931-2009), un specialist pentru subdiviziunea Ascomicetelor, anume Pezizomycotina, îl contrazice, nevăzând cele două specii identice, cum documentează chiar Harmaja. Dacă într-adevăr s-ar dovedi odată final conformitatea celor două specii, atunci Helvella queletii ar trebui să fie numită Helvella solitaria, drept taxon mai vechi.
Interesant este, că în 1979, Harmaja a redenumit specia comunicată în Helvella ulvinenii. Acesta și toți ceilalți taxoni (deși de fiecare comitet de nomenclatură altfel) sunt acceptați sinonim, cei mai mulți nefiind folosiți.
Epitetul a fost dedicat de către Giacomo Bresadola în onoarea marelui micolog Lucien Quélet.

## Descriere

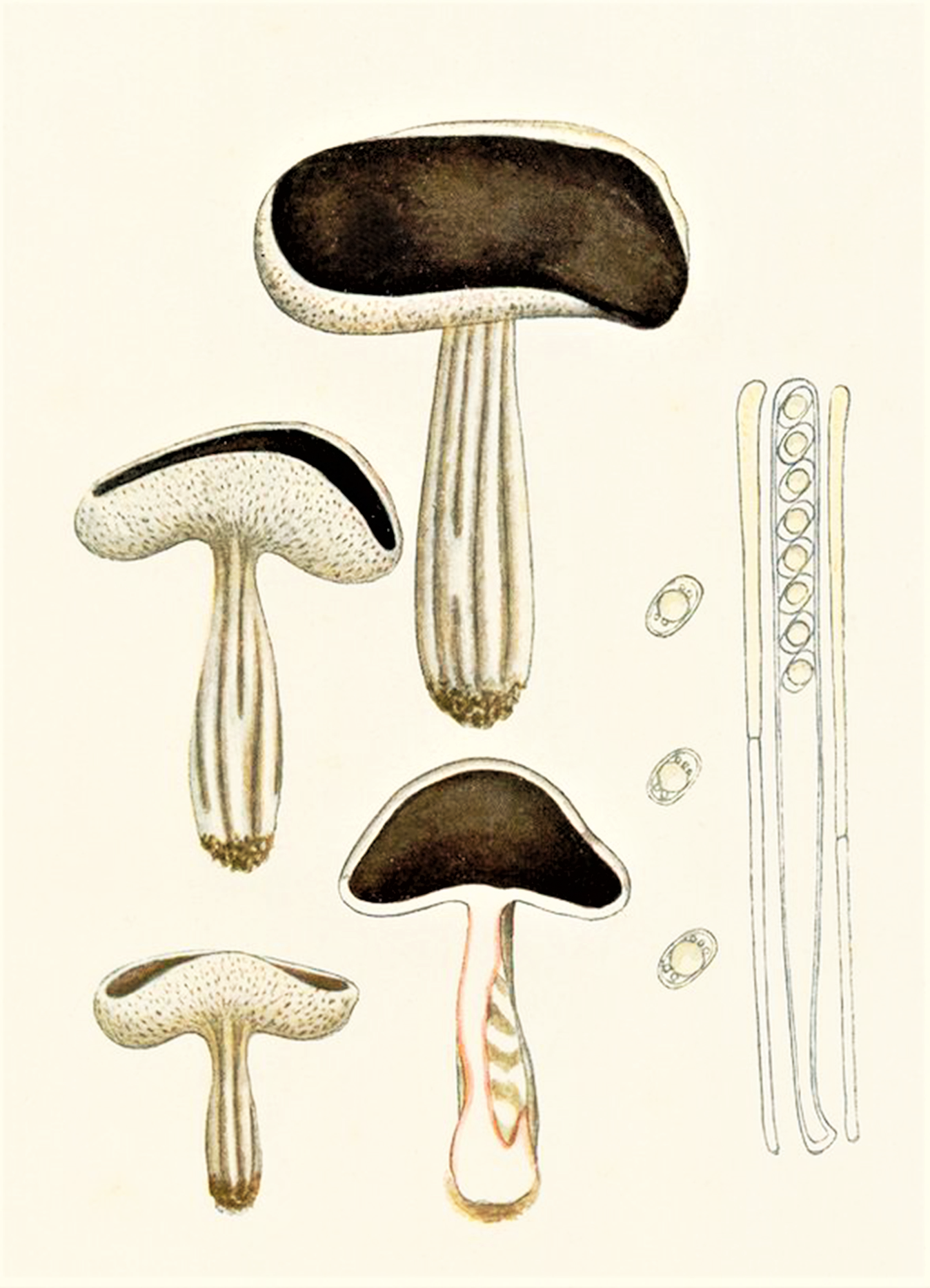
Bres.: Helvella queletii

- Corpul fructifer: cu o dimensiune de 2,5-6cm, este destul de subțire, inițial în poziție verticală, în formă de bol emisferic, înclinat sau comprimat, adesea îndoit spre interior de-a lungul unei axe centrale, iar la maturitate asemănător unei cupe sau farfurioare cu margini ondulate, sau bilobate și întors îndoite. Suprafața superioară (inferioară) cu stratul fertil este netedă, uneori ușor încrețită și gri-maronie până brună, chiar brun-negricioasă, iar cea exterioară, scămoasă și zbârlită, de culoare albicioasă până palid gri-maronie, la margine mai închisă.
- Piciorul: de 3-6 (8)cm lungime și de maximal 1-2,5cm grosime este destul de cărnos, neted, cilindric, ușor îngroșat spre vârf și/sau la bază, împăiat, umplut cu o măduvă formată din fire fine pe dinăuntru, iar pe exterior cu crestături adânci, verticale și rotunjite la capăt care nu se întind mai mult de câțiva milimetri pe suprafața cupei. Coloritul este albicios până foarte pal maroniu, spre vârf mai închis și adesea brumat gri.
- Carnea: în tinerețe cu nuanțe de roz este albicioasă, destul de subțire și friabilă, mirosul fiind foarte slab aromatic, aproape imperceptibil, iar gustul blând și nespecific.[4][5]
- Caracteristici microscopice: are spori unicelulari, elipsoidali, netezi, hialini (translucizi) cu o picătură mare uleioasă în centru, întinși în diagonală pe un rând, având o mărime de 18-22 x 12-14 microni. Pulberea lor est albicioasă. Ascele albăstruie, cilindrice ai pediculate care poartă 8 spori fiecare măsoară 320-350 x 14-18 microni, sunt sinuos-pediculate și mai mult sau mai puțin pliate lateral la bază.

Parafizele (celule sterile între asce) filiforme cu vârfuri rotunjite care capătă o formă de măciucă odată cu maturitatea; au o grosime de 7-8 µ și sunt acoperite de o mulțime de picături mici uleioase de culoare brun-gălbuie. Elementele de suprafață sunt maronii până hialine, fiind adesea aranjate în pachete și frecvent septate. Hifele terminale sunt clavate.
- Reacții chimice: reacționează negativ cu hidroxid de potasiu pe toate suprafețele.[19]

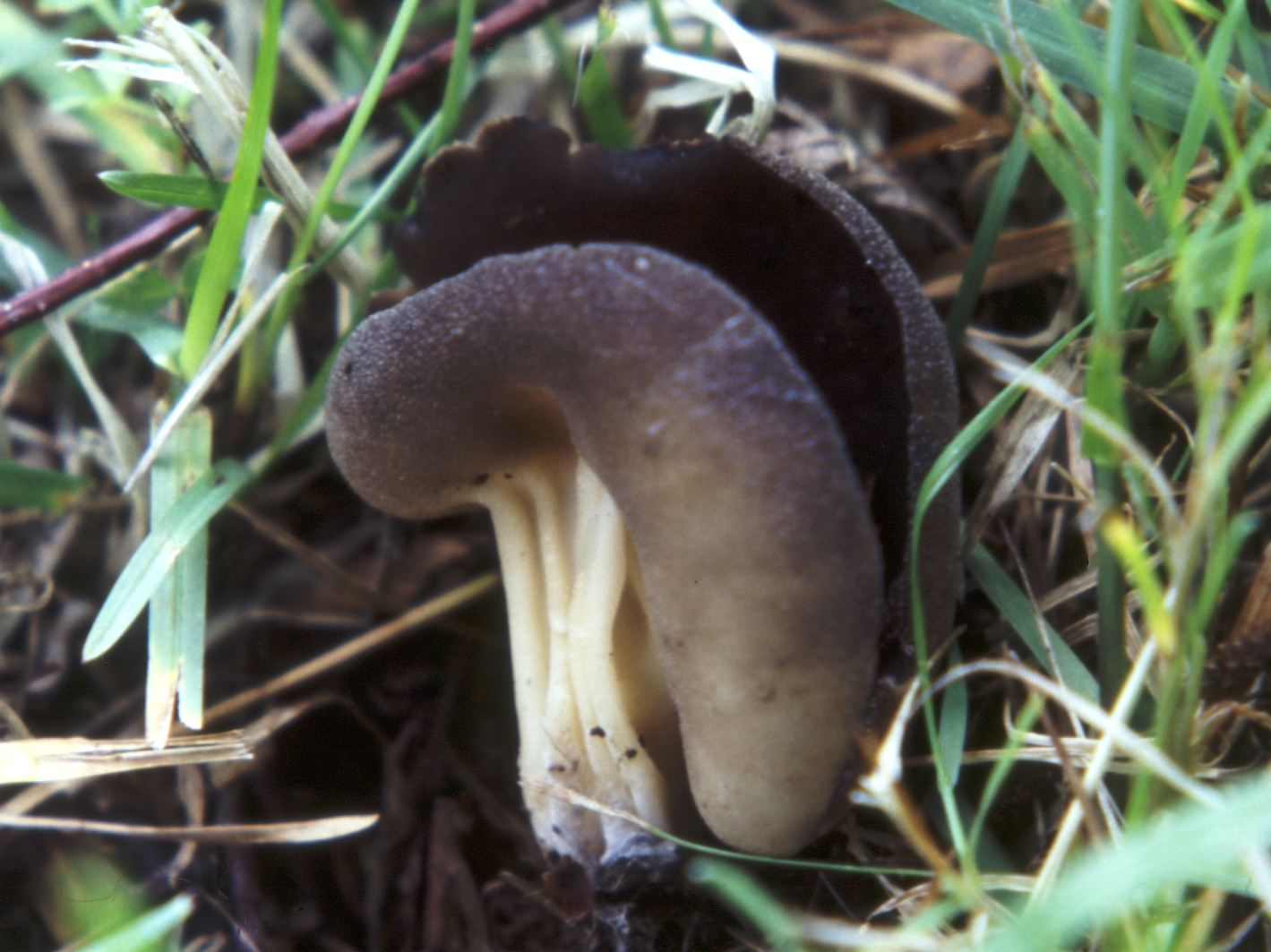
pe exterior și piciorul

## Confuzii
Specia poate fi confundată în special cu soiul poate identic  Helvella solitaria, sau cu ciuperci asemănătoare, cu toate de comestibilitate condiționată respectiv necomestibile ca de exemplu:  Helvella acetabulum (comestibilă), Helvella atra, Helvella capucina (necomestibilă), Helvella compressa (comestibilă), Helvella elastica, Helvella ephippium, Helvella fusca (comestibilă), Helvella leucomelaena (în principiu necomestibilă), Helvella macropus, Helvella monachella sau Helvella spadicea.

## Specii de ciuperci asemănătoare

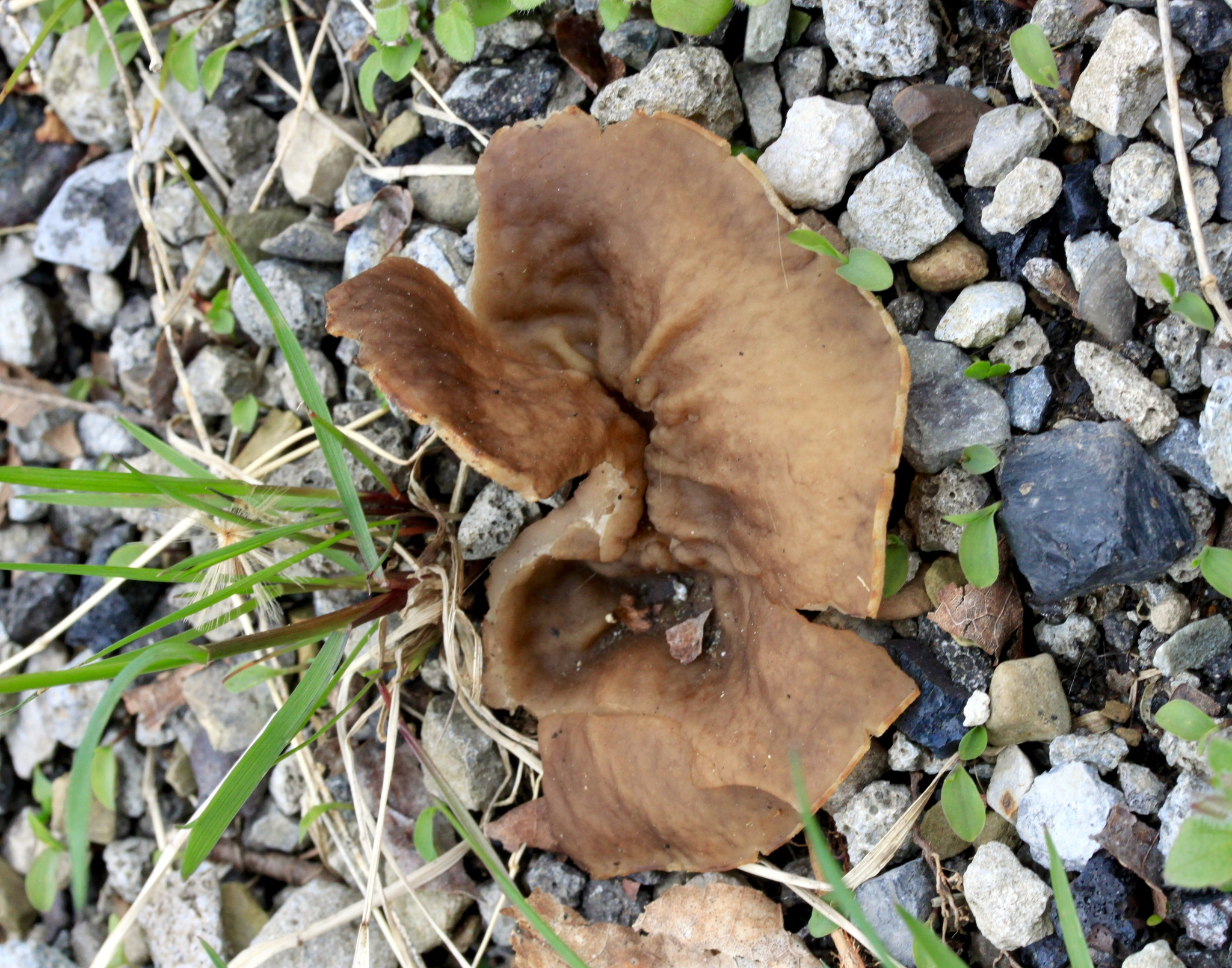
Disciotis venosa
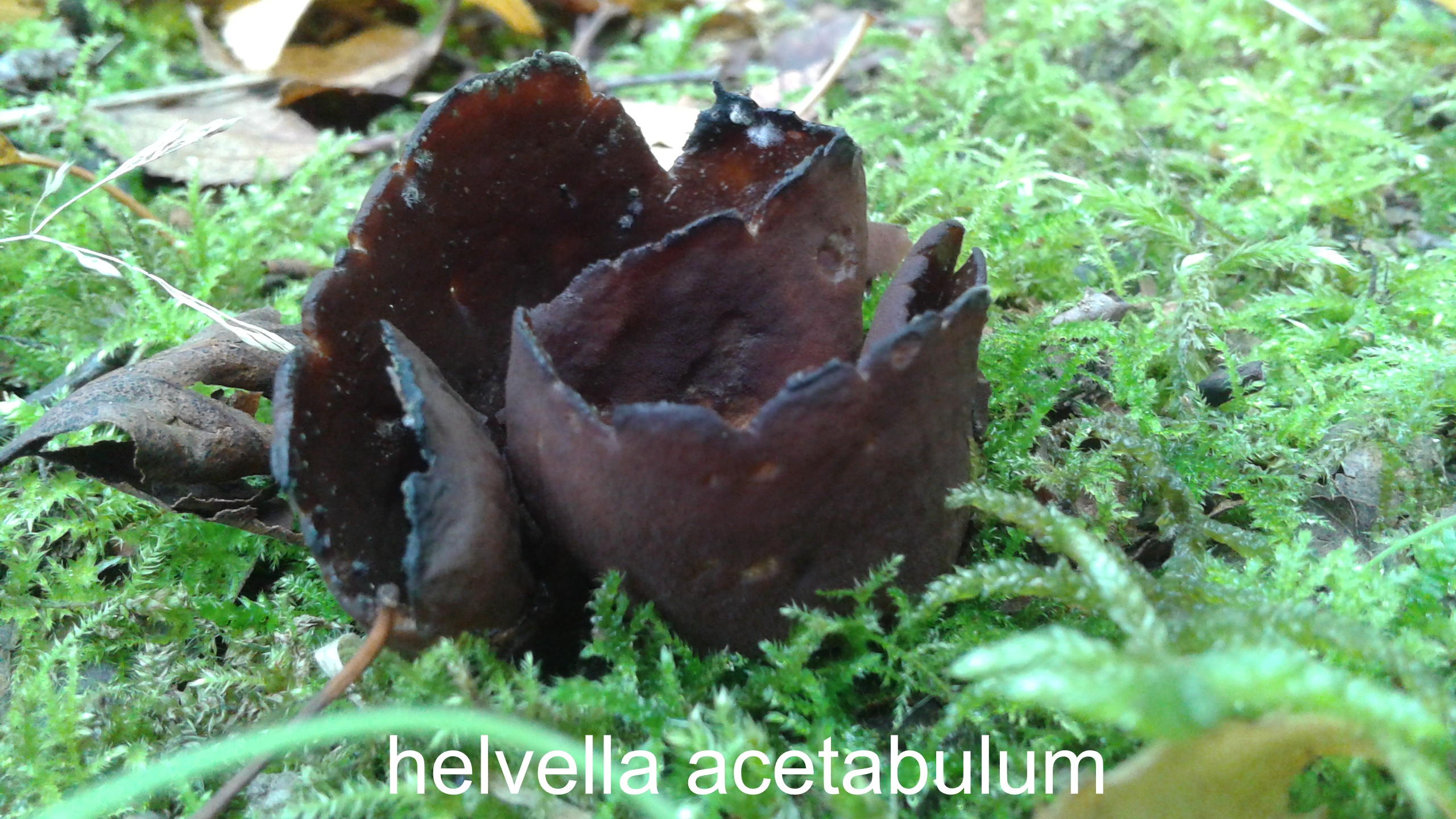
Helvella acetabulum
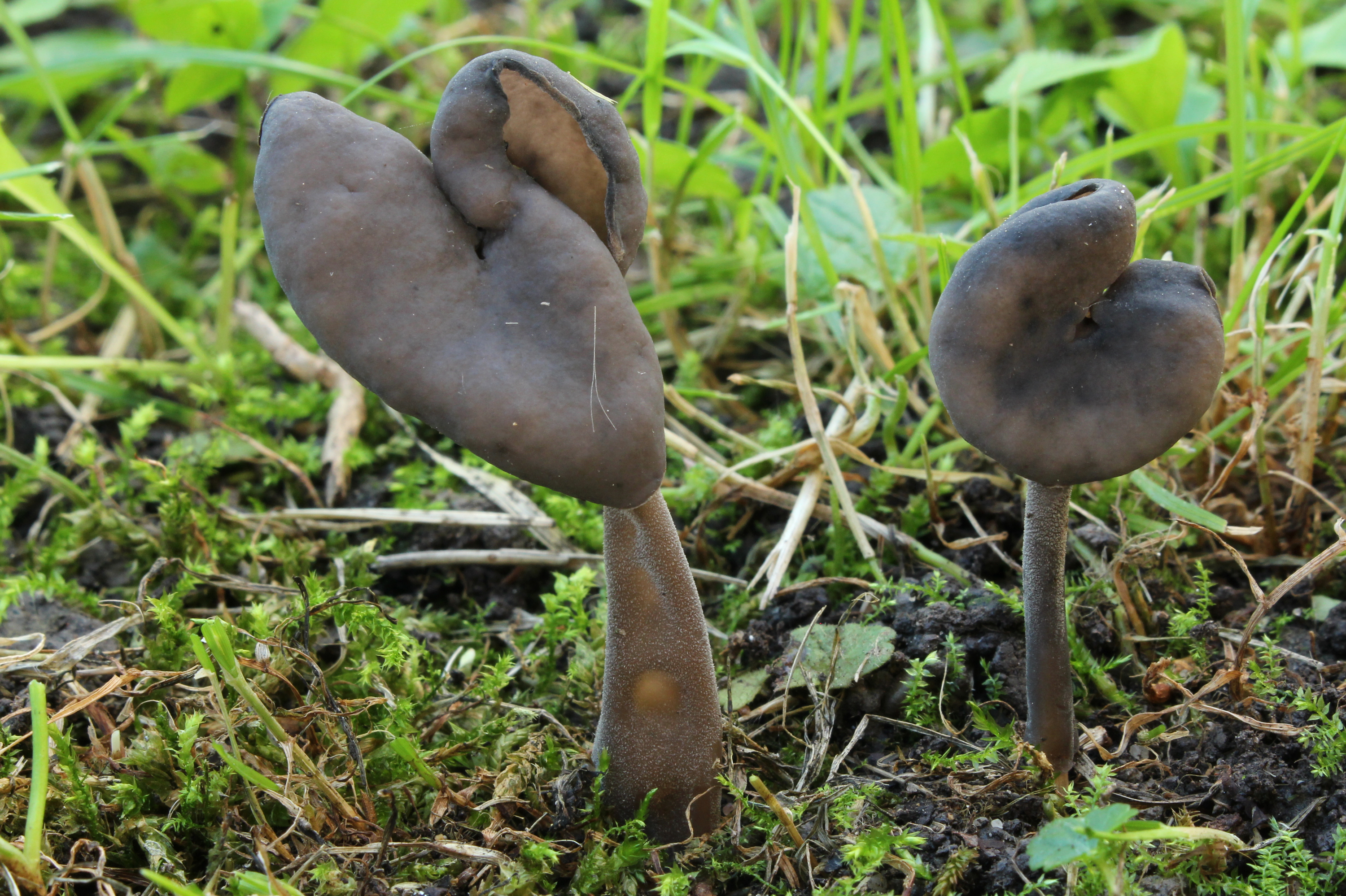
Helvella atra
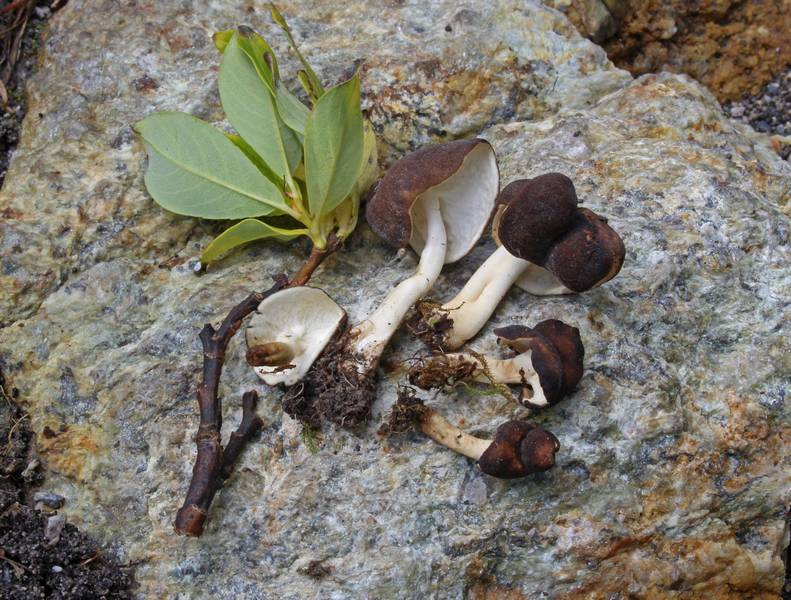
!Helvella capucina!

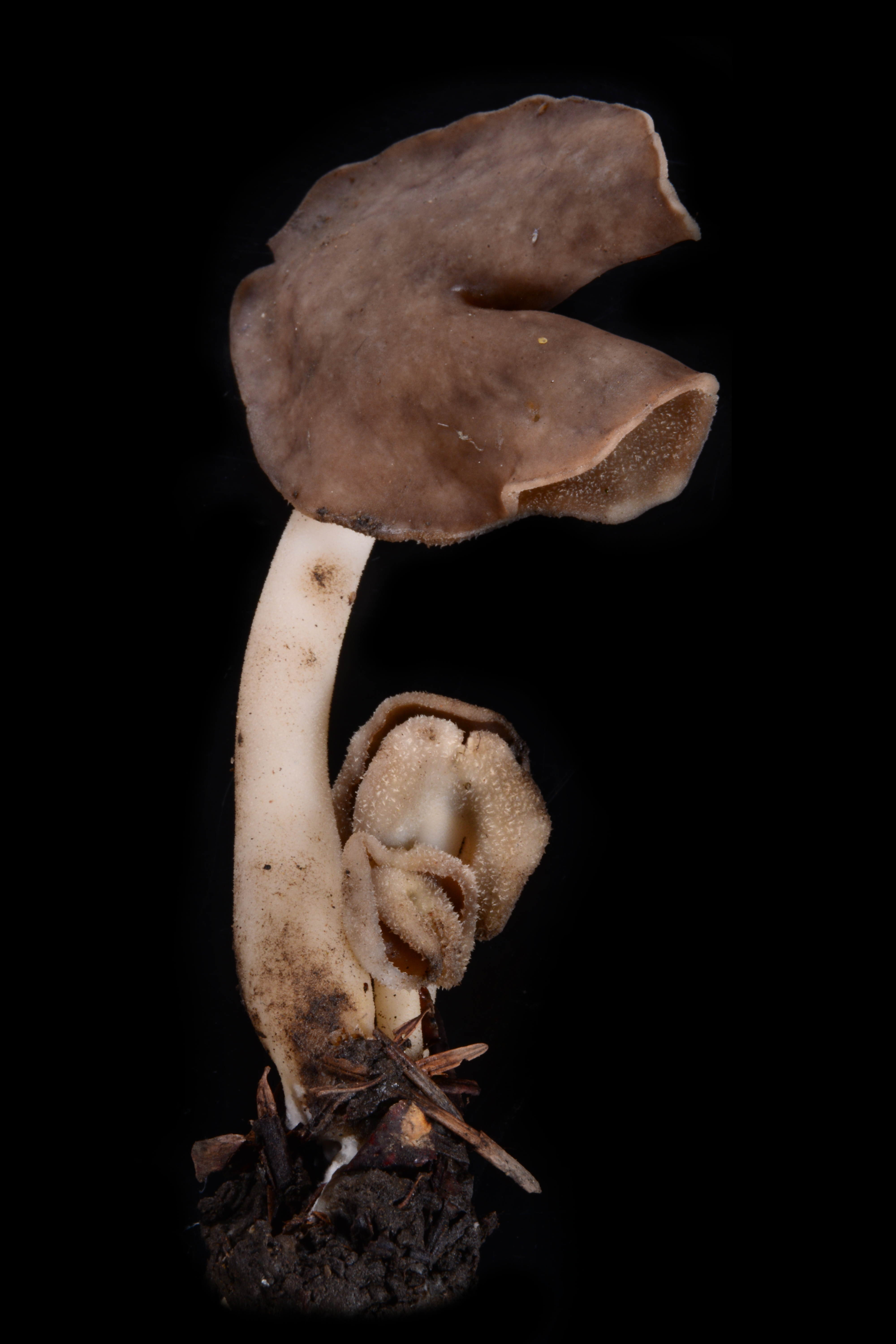
Helvella compressa
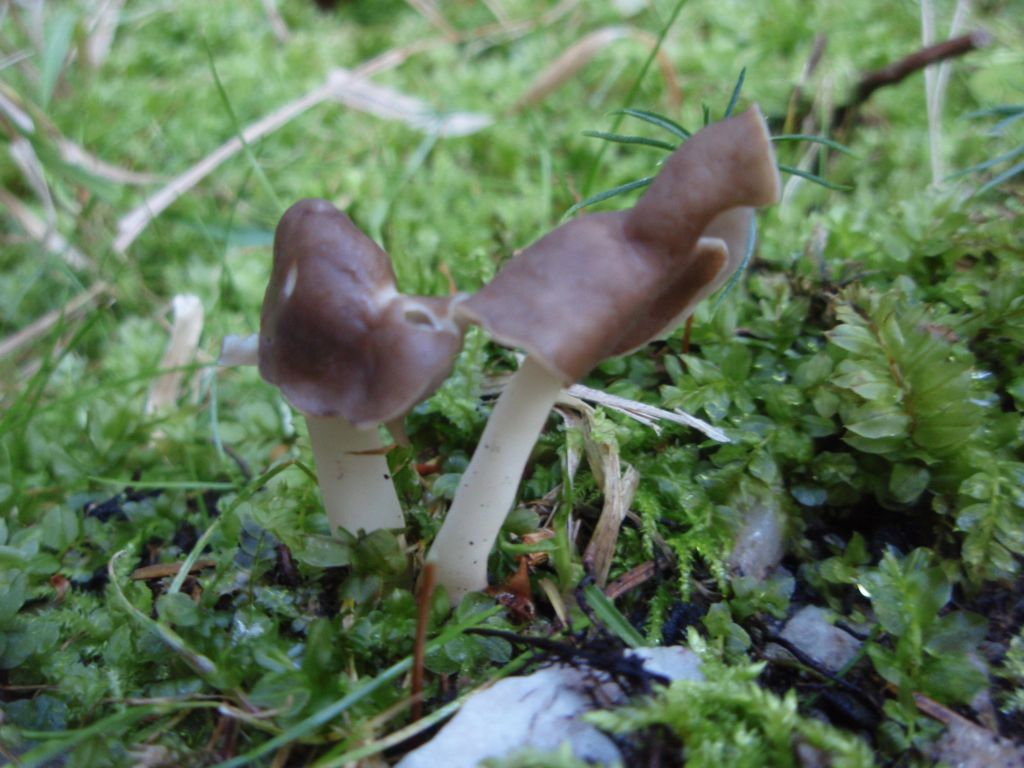
Helvella elastica
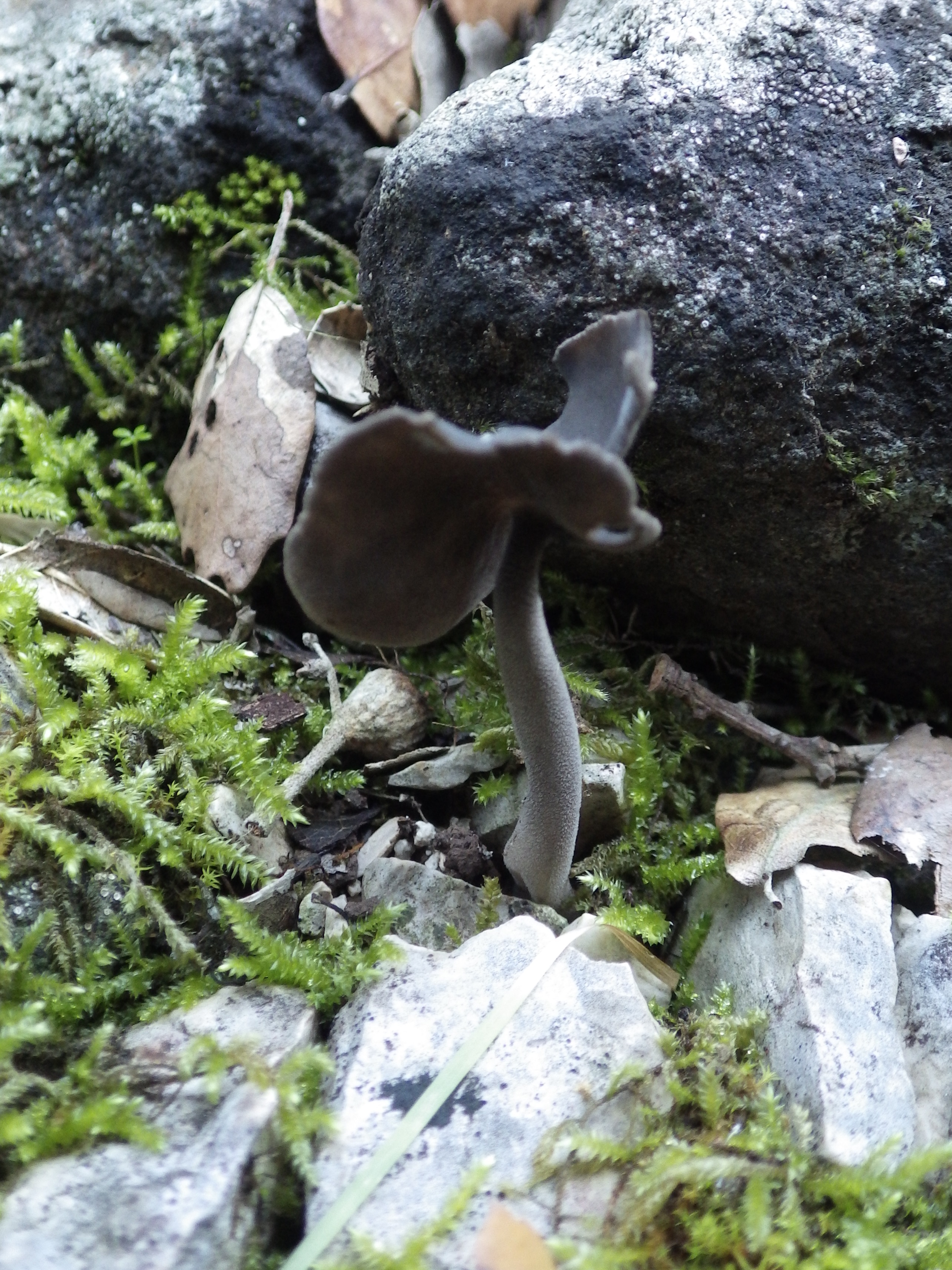
!Helvella ephippium!
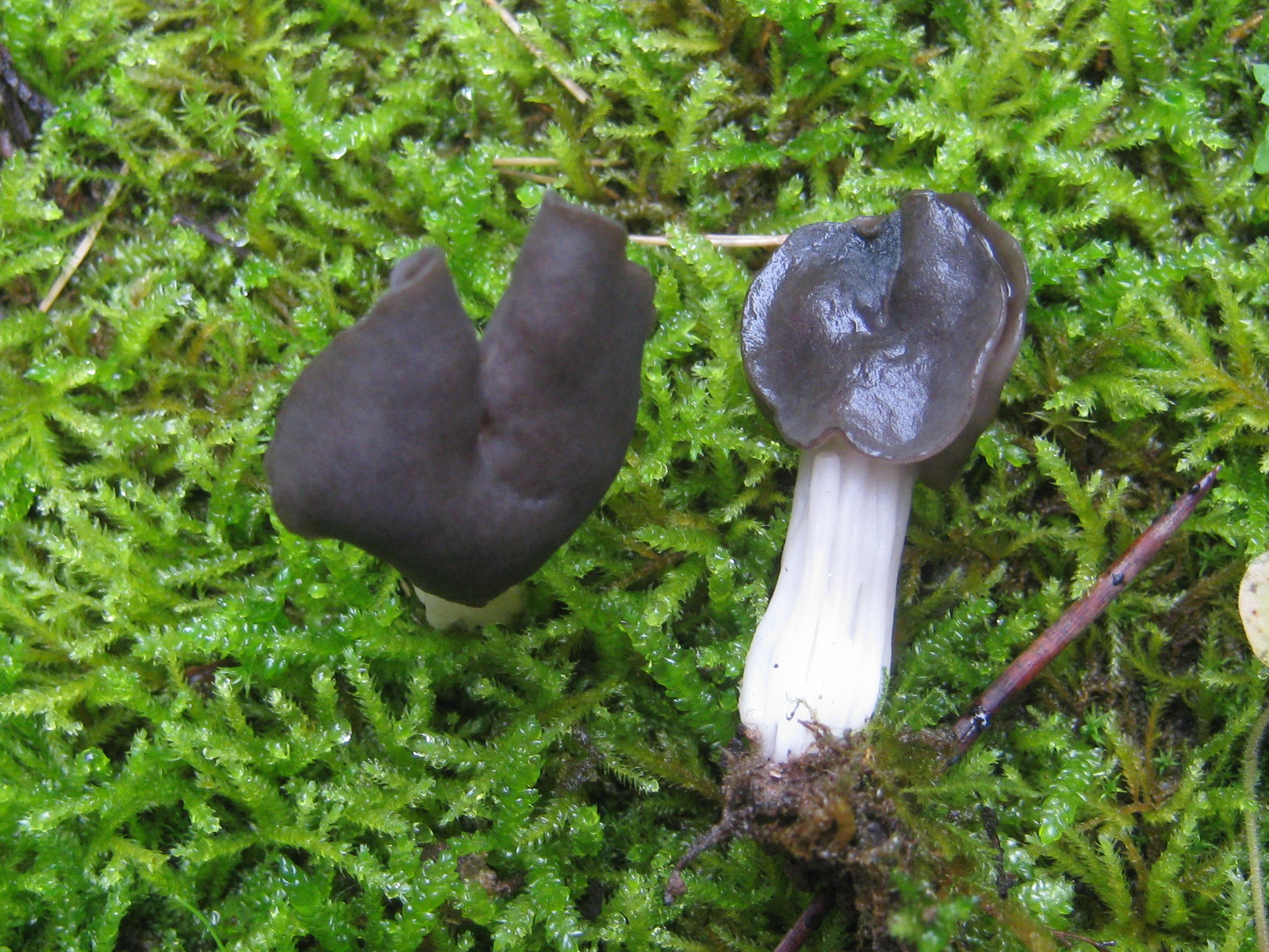
Helvella fusca
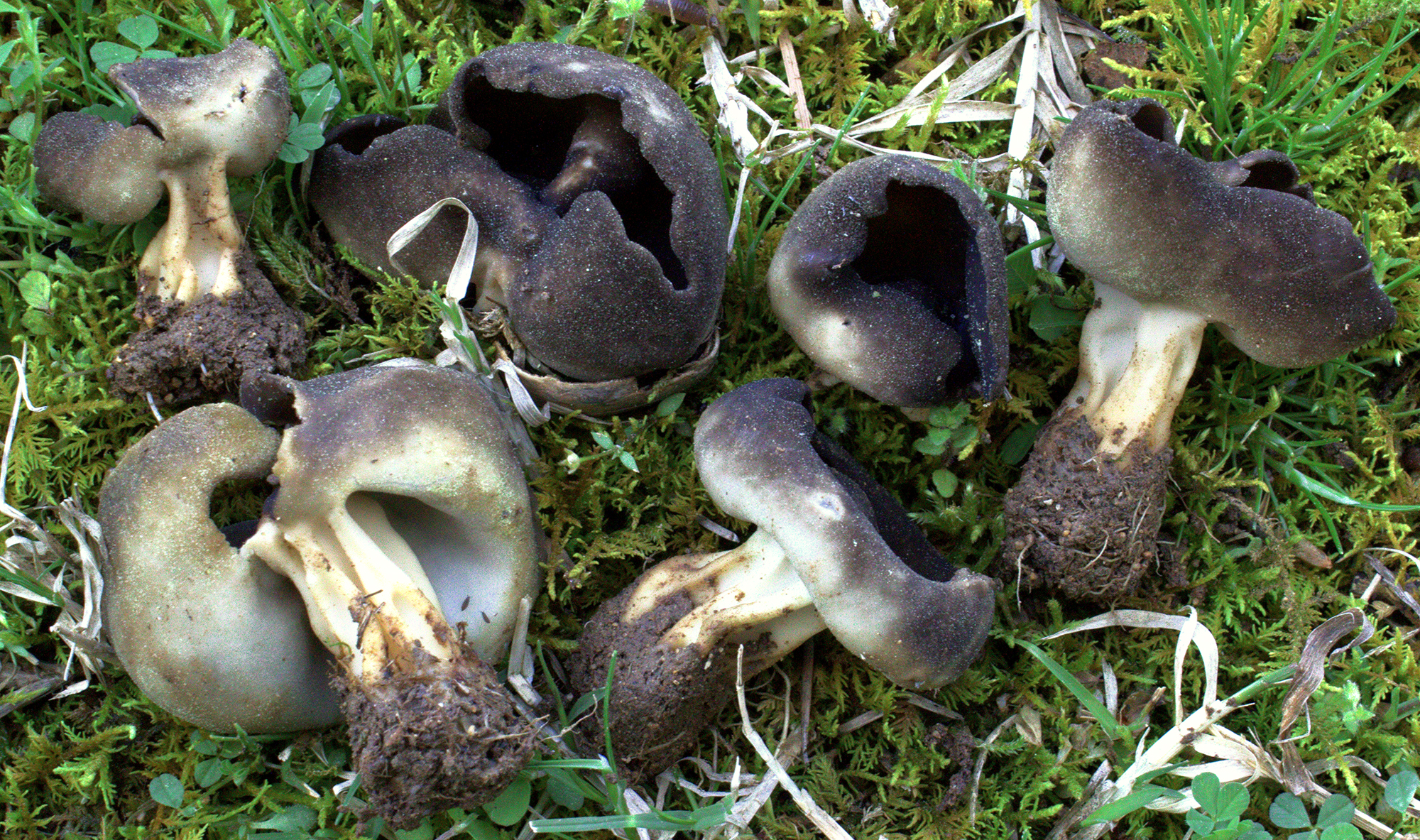
Helvella leucomelaena

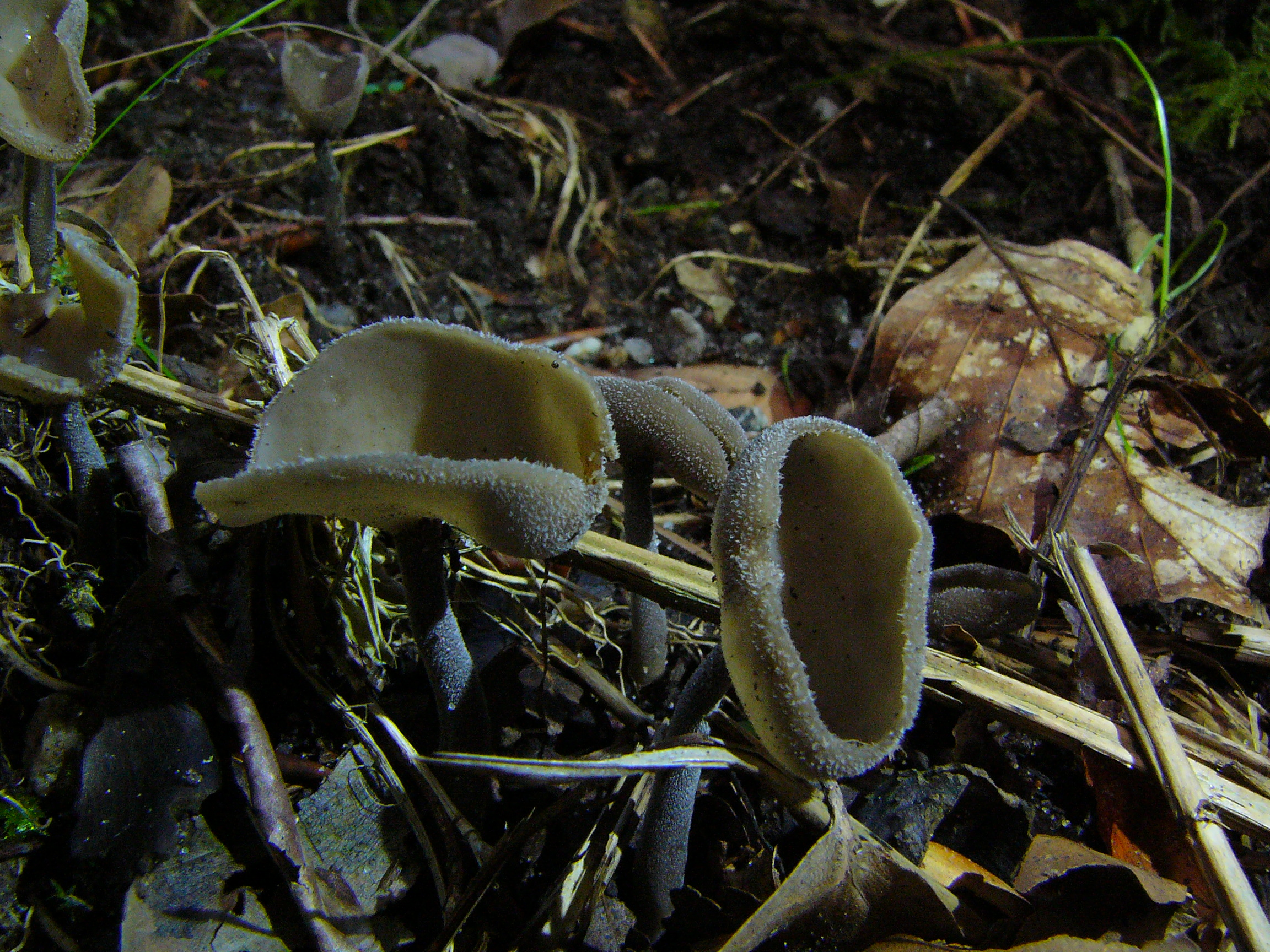
Helvella macropus
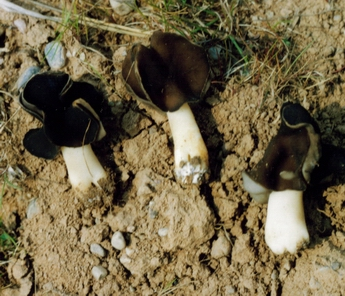
Helvella monachella
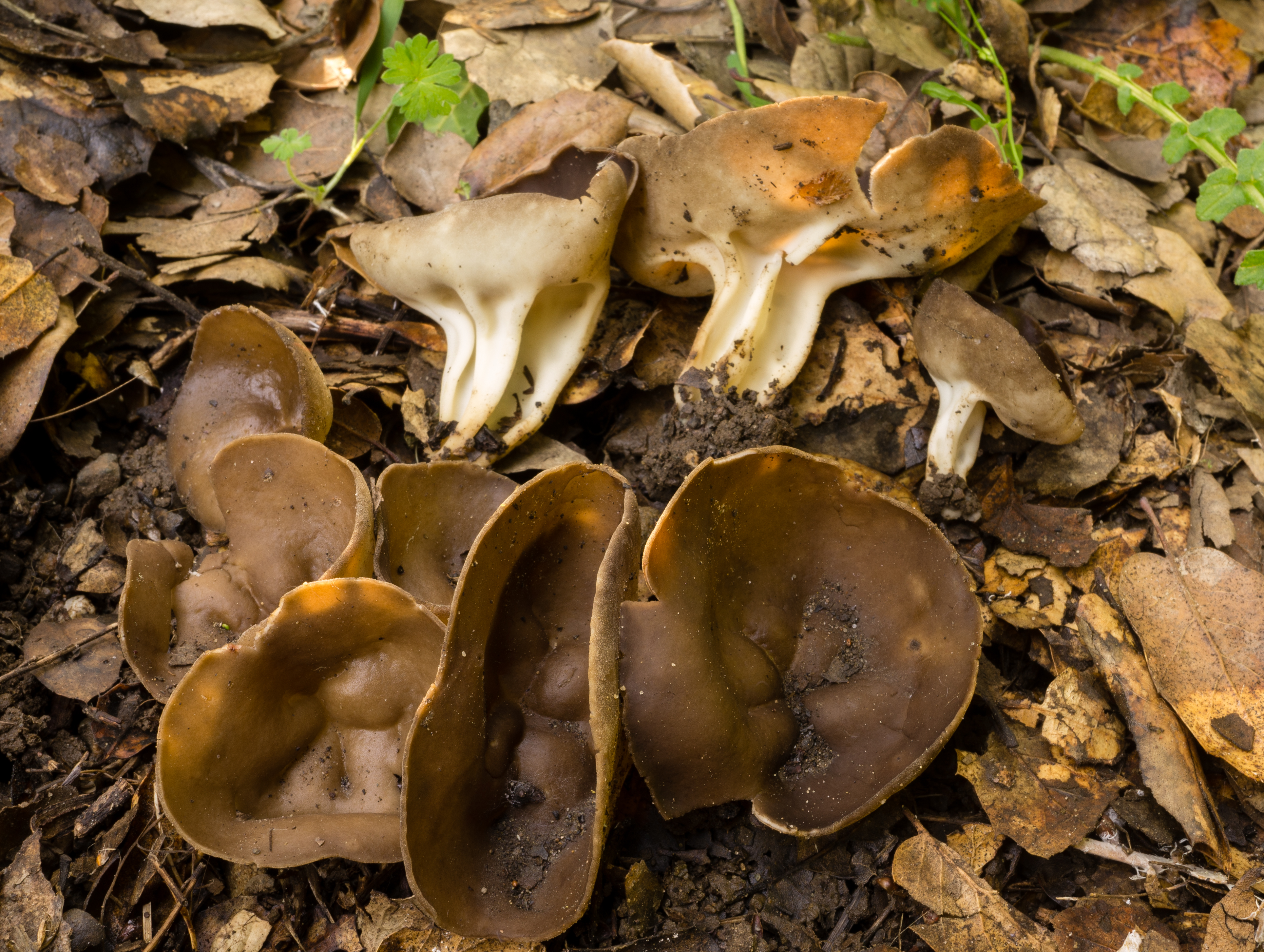
Helvella solitaria
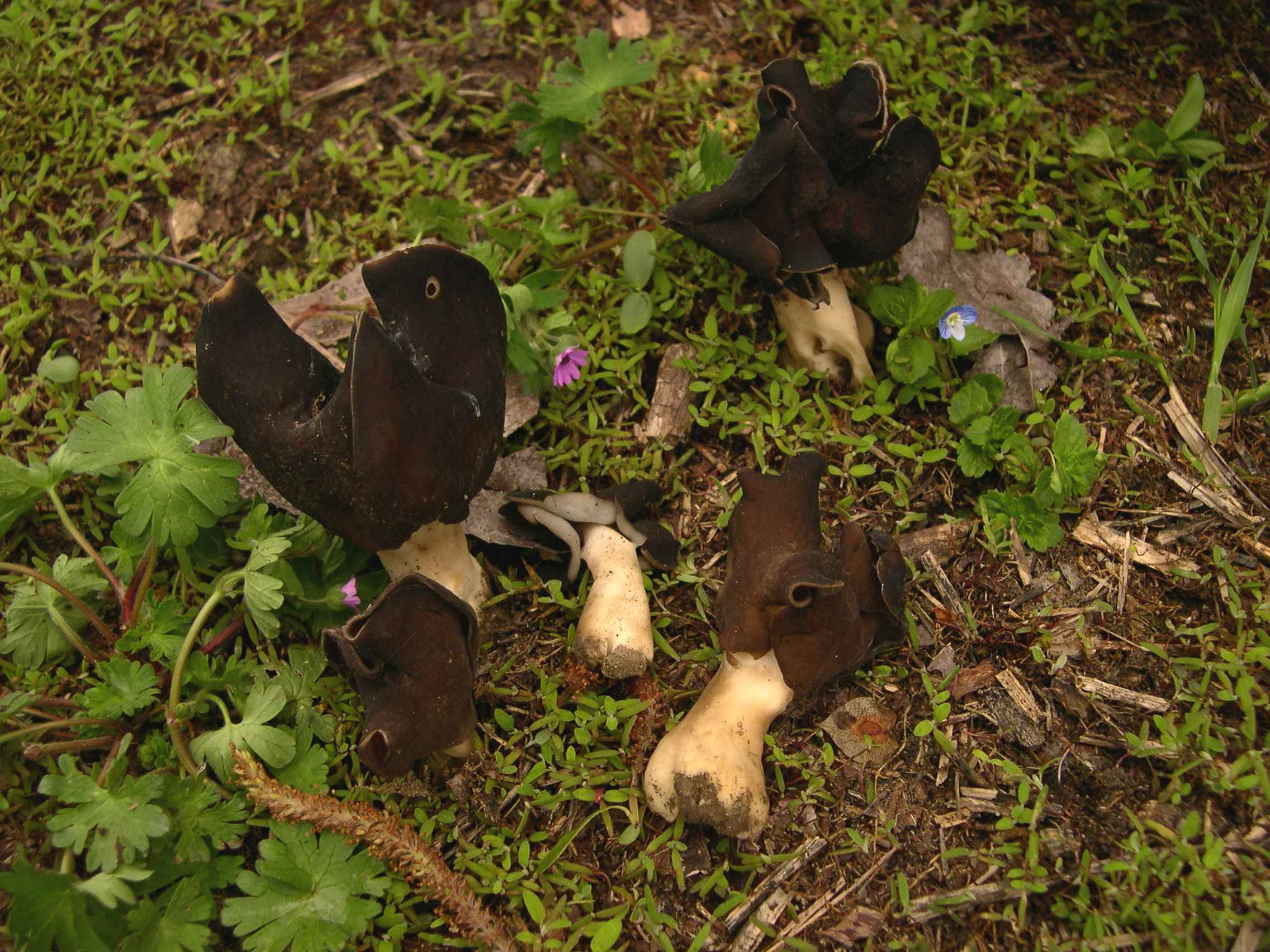
Helvella spadicea

## Valorificare
Trebuie menționat că Helvella queletii, de calitate culinară mediocră, nu poate fi mâncată crud, deoarece conținea toxina numită giromitrină în doze mici. Această toxină este însă distrusă în timpul tratamentului termic sau prin uscarea ciupercilor respective, după o perioadă mai lungă. De asemenea, consumat în porții mari, buretele poate pricinui reacții neplăcute la persoane sensibile sau copii, deoarece ciuperca este mai greu de digerat, iar în cazul unei gătiri neadecvate pot rămâne resturi ale toxinei în mâncare (ca și la alți zbârciogi). Ciuperca trebuie opărită și fiartă ca toate speciile Helvella și Morchella. Potrivite consumului sunt doar exemplare tinere.

## Bibiliografie
- Bruno Cetto: „I funghi dal vero”, vol. 1-7, Editura Arte Grafiche Saturnia, Trento 1976-1993 (pentru cercetarea în total)
- Rose Marie Dähncke: „1200 Pilze in Farbfotos”, Editura AT Verlag, Aarau 2004, p. 526, ISBN 3-8289-1619-8
- Markus Flück: „Pilzführer Schweiz”, Editura Haupt, Berna 2018
- Ewald Gerhard: „Der große BLV Pilzführer“ (cu 1200 de specii descrise și 1000 fotografii), Editura BLV Buchverlag GmbH & Co. KG, ediția a 9-a, München 2018, ISBN 978-3-8354-1839-4
- Hans E. Laux: „Der große Pilzführer, Editura Kosmos, Halberstadt 2001, p. 180-181, ISBN 978-3-440-14530-2
- Meinhard Michael Moser: „Kleine Kryptogamenflora der Pilze - Partea a.: „ Höhere Phycomyceten und Ascomyceten”. Partea b: „Kleine Kryptogamenflora de Helmut Gams” Editura G. Fischer, Jena 1950